# Ларанжейраш (станция метро)
«Ларанже́йраш» (порт. Laranjeiras — Апельсиновые деревья) — станция Лиссабонского метрополитена. Находится в западной части города. Расположена на Синей линии (Линии Чайки) между станциями «Алту-душ-Мойньюш» и «Жардин-Зооложику». Открыта 14 октября 1988 года.

## Описание
Архитектура станции имеет много общего со станцией «Алту-душ-Мойньюш», т.к. обе станции открыты в один день в рамках расширения Синей линии на запад.
Название станции переводится с португальского дословно как «Апельсиновые деревья» или «Апельсиновые сады». Это связано с расположением в районе, в котором ранее располагался апельсиновый сад. Главная тема в оформлении станции так же посвящена апельсинам. Главный художник, Роланду Са Ногейра, желал увековечить в оформлении станции апельсиновые сады, которые были уничтожены в процессе интенсивного расширения Лиссабона на запад. Стены вестибюля были украшены керамическими плитками с изображением апельсинов и апельсиновых деревьев.

## Галерея
- Декорация стен
- Посадочные платформы
- Пропускные турникеты в вестибюле
- Вход на станцию
- Декорация стен в подземном переходе
- Спуск на станцию с улицы
- Изображения апельсинов